# Savigno
Savigno (emilián nyelven Savéggn) település Olaszországban, Emilia-Romagna régióban, Bologna megyében.  Savigno Castello di Serravalle, Marzabotto, Monte San Pietro, Vergato és Zocca községekkel határos.

## Népesség
A település lakossága az elmúlt években az alábbi módon változott: